# Sherco

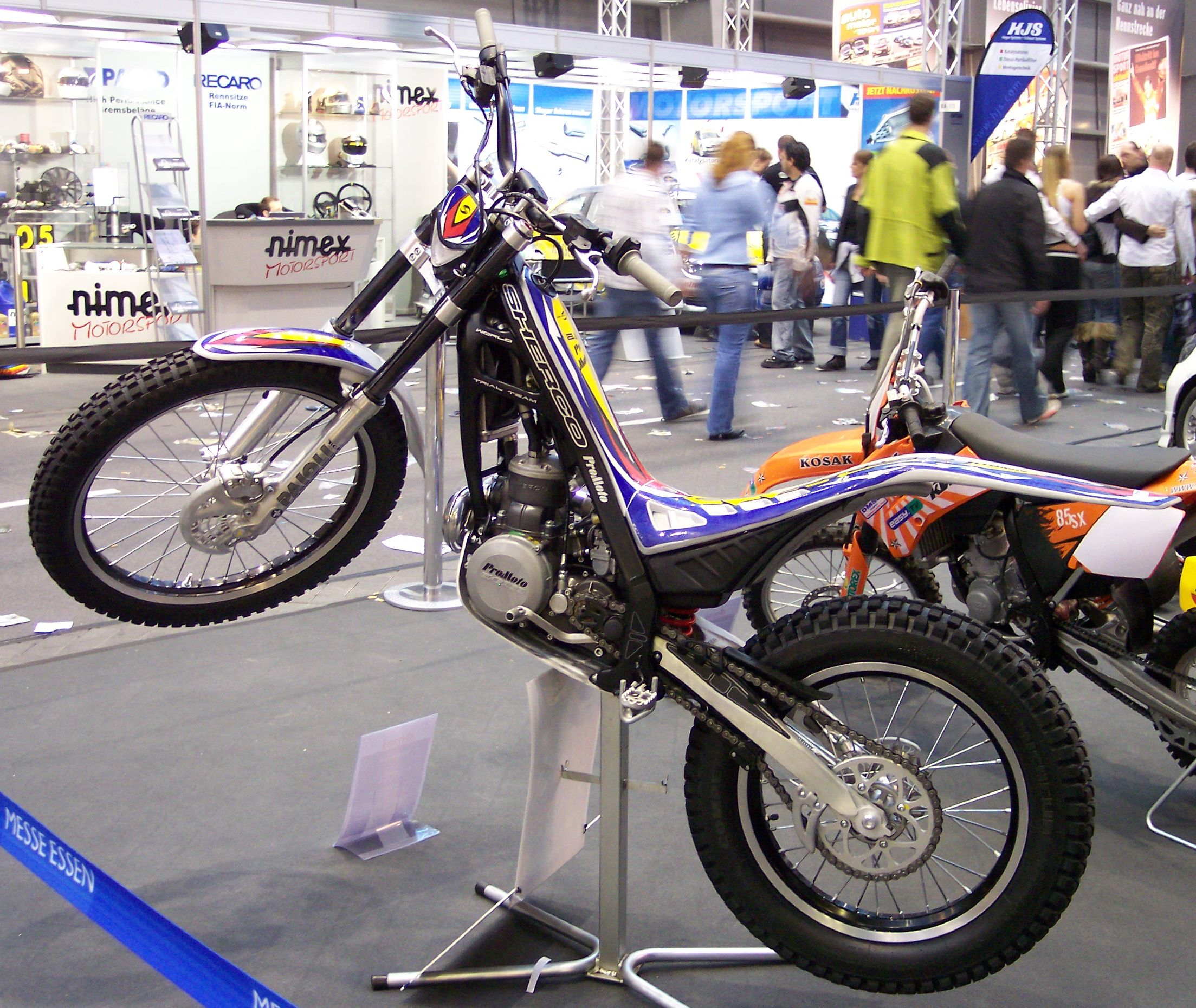
Sherco

Sherco is een Frans merk van motorfietsen.
In 1998 werd door de Fransman Marc Teissier een nieuw ontwikkelde trialmotor op de markt gebracht, waarvoor zij de roemruchte naam Bultaco mochten gebruiken. Er werden in het eerste jaar 1000 exemplaren van verkocht, in de typische rode Bultaco kleur. Twee jaar later moest er echter een nieuwe naam worden gebruikt, en de Bultaco Sherpa werd op de markt gebracht onder de merknaam Sherco. De motor wordt geproduceerd in het Spaanse Caldes de Montbui.

## Geschiedenis
De eerste Sherco-motorfiets verscheen in 1999. Dit betrof een 250 cc trialmotor in de kleurcombinatie blauw-geel. In 2001 kwamen 125, 200 en 290 cc modellen in het assortiment, en in 2002 een 50 cc "Kid" model. Het 80 cc model werd in 2003 toegevoegd, maar Sherco begon dat jaar ook met een enduro en een supermotard.
In 2004 werd de kleurstelling vrijwel geheel blauw en kwam een 450 cc versie in enduro uit. 2005 bracht een 320 cc trialmotor in het aanbod. In 2007 werd een speciale editie uitgebracht, de "Cabestany Réplica" naar de bekende Spaanse rijder Albert Cabestany. Ook kwamen er weer rode tinten terug, waar men in 1998 ook mee was begonnen. Ook in 2011 en 2012 was er een Cabestany replica.

## Fabrieksteams
Trial:
1. Alexandre Ferrer
2. Albert Cabestany
3. Emma Bristow

In de enduro:
1. Mario roman
2. Wade Young
3. Jérémy Tarroux
4. Lorenzo Santolino
5. Matthew Phillips